# Córdoba Open 2020
Il Córdoba Open 2020 è stato un torneo di tennis giocato su terra rossa nella categoria ATP Tour 250 nell'ambito dell'ATP Tour 2020. È stata la seconda edizione del Torneo di Córdoba. Si è giocato allo Stadio Mario Alberto Kempes di Córdoba, in Argentina, dal 3 al 9 febbraio 2020.

## Partecipanti

### Teste di serie
| Nazionalita | Giocatore            | Ranking* | Testa di serie |
| ----------- | -------------------- | -------- | -------------- |
| Argentina   | Diego Schwartzman    | 14       | 1              |
| Argentina   | Guido Pella          | 25       | 2              |
| Cile        | Cristian Garín       | 36       | 3              |
| Serbia      | Laslo Đere           | 40       | 4              |
| Spagna      | Albert Ramos Viñolas | 42       | 5              |
| Uruguay     | Pablo Cuevas         | 46       | 6              |
| Spagna      | Fernando Verdasco    | 51       | 7              |
| Argentina   | Juan Ignacio Londero | 52       | 8              |

* Ranking al 20 gennaio 2020.

### Altri partecipanti
I seguenti giocatori hanno ricevuto una wild card per il tabellone principale:
- Pedro Cachín
- Francisco Cerúndolo
- Cristian Garín

I seguenti giocatori sono entrati nel tabellone principale passando dalle qualificazioni:

- Facundo Bagnis
- Juan Pablo Ficovich
- Pedro Martínez
- Carlos Taberner

I seguenti giocatori sono entrati in tabellone come lucky loser:
- Federico Gaio
- Filip Horanský

### Ritiri
Prima del torneo
- Roberto Carballés Baena → sostituito da  Federico Gaio
- Francisco Cerúndolo → sostituito da  Filip Horanský
- Nicolás Jarry → sostituito da  Federico Coria
- Casper Ruud → sostituito da  Attila Balázs

## Partecipanti al doppio

### Teste di serie
| Nazione   | Giocatore         | Nazione     | Giovatore        | Ranking* | Testa di serie |
| --------- | ----------------- | ----------- | ---------------- | -------- | -------------- |
| Argentina | Máximo González   | Francia     | Fabrice Martin   | 59       | 1              |
| Belgio    | Sander Gillé      | Belgio      | Joran Vliegen    | 81       | 2              |
| Brasile   | Marcelo Demoliner | Paesi Bassi | Matwé Middelkoop | 105      | 3              |
| Argentina | Leonardo Mayer    | Argentina   | Andrés Molteni   | 117      | 4              |

* Ranking aggiornato al 20 gennaio 2020.

### Altri partecipanti
Le seguenti coppie hanno ricevuto una wildcard per il tabellone principale:
- Pedro Cachín /  Juan Pablo Ficovich
- Andrea Collarini /  Facundo Mena

## Campioni

### Singolare
Cristian Garín ha battuto in finale  Diego Schwartzman con il punteggio di 2-6, 6-4, 6-0.
- È il terzo titolo in carriera per Garín, il primo della stagione.

### Doppio
Marcelo Demoliner /  Matwé Middelkoop hanno battuto in finale  Leonardo Mayer /  Andrés Molteni con il punteggio di 6-3, 7-6(4).